# Haustadt
Haustadt (en Sarrois Hauschdadd) est un ortsteil de Beckingen en Sarre.

## Lieux et monuments

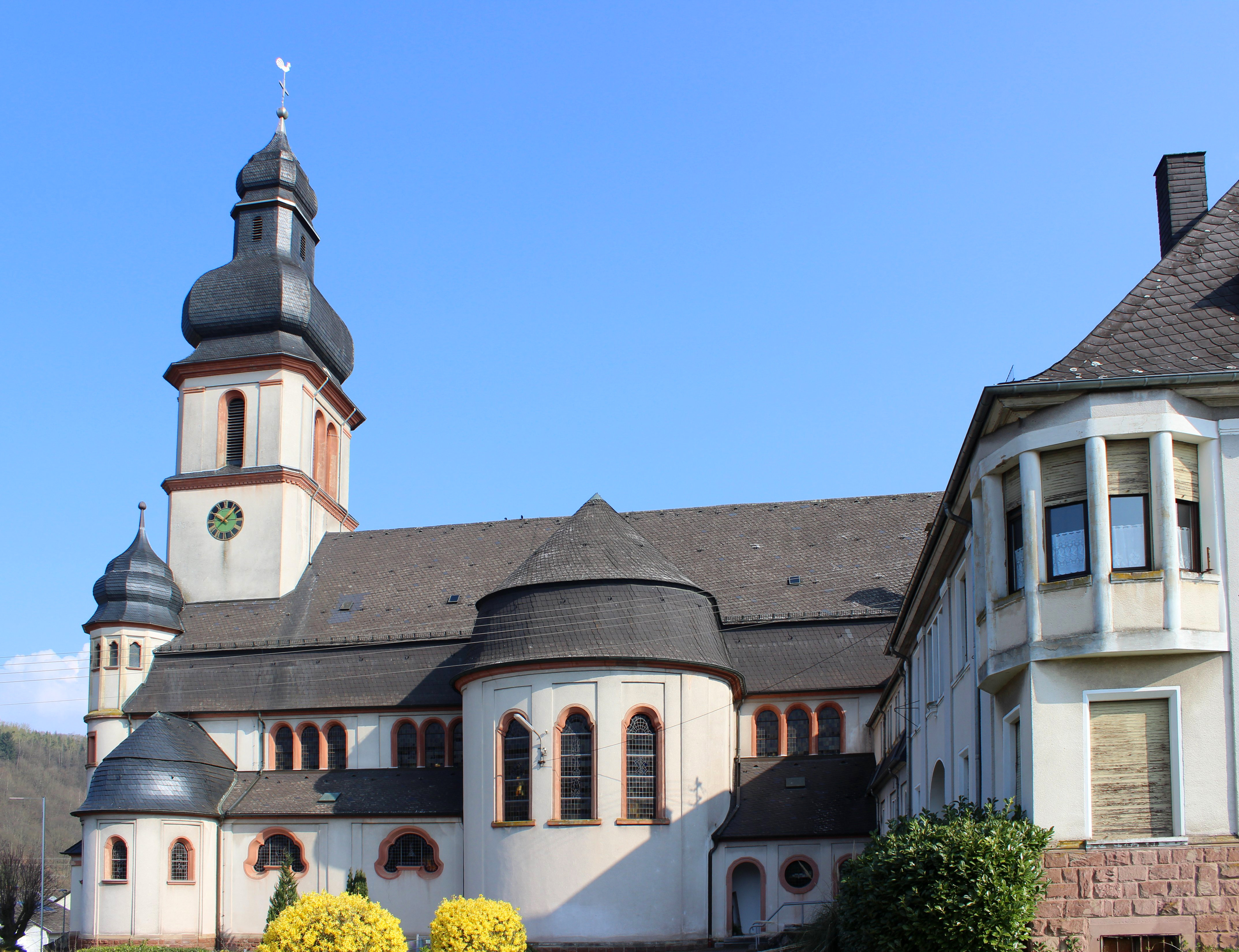
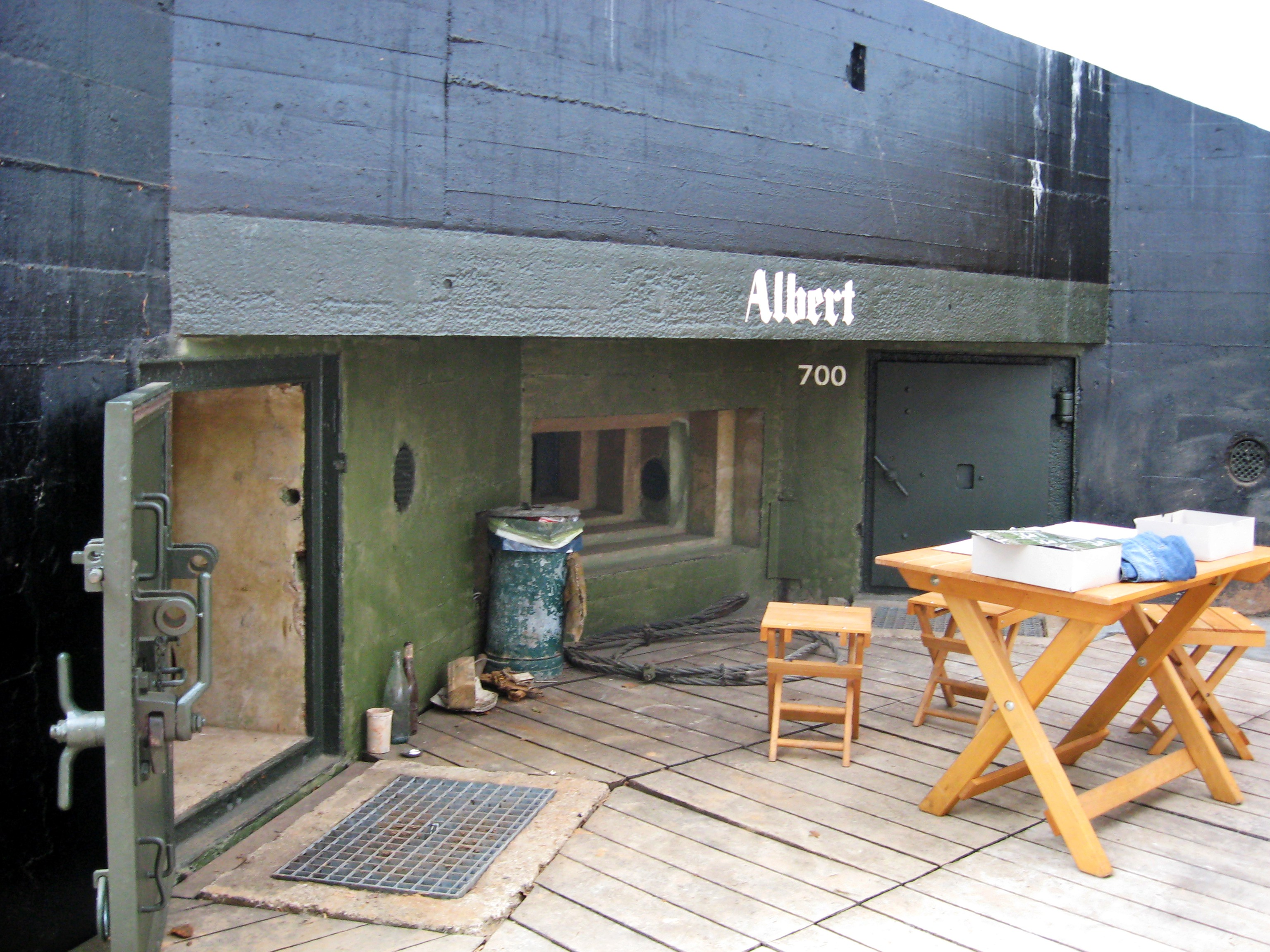
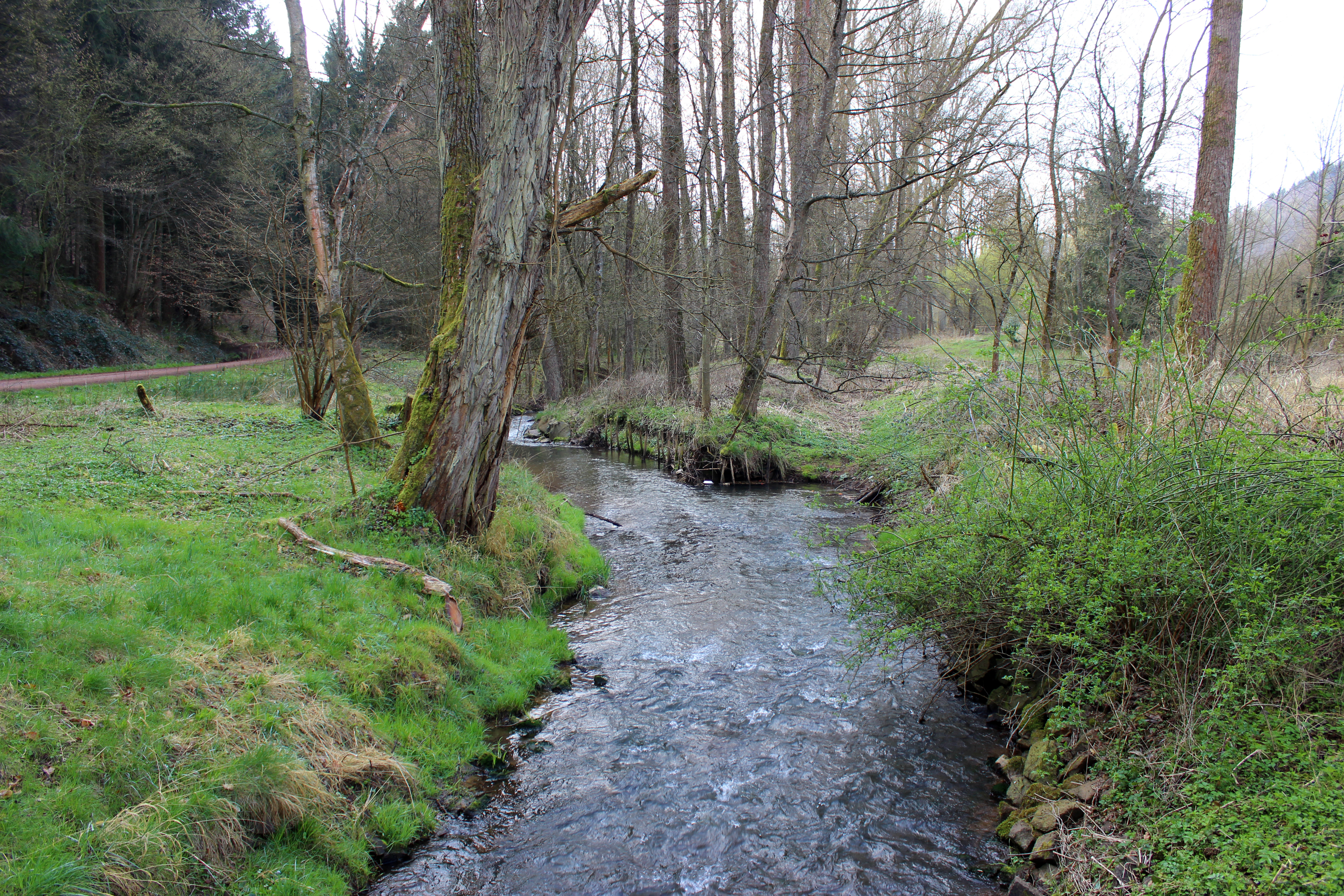